# Lakeview (Alberta)
Lakeview est un village d'été (summer village) du Comté de Parkland, situé dans la province canadienne d'Alberta.

## Démographie
En tant que localité désignée dans le recensement de 2011, Lakeview a une population de 26 habitants dans 13 de ses 36 logements, soit une variation de -27,8 % avec la population de 2006. Avec une superficie de 0,329 8 km2, village d'été possède une densité de population de 78,835 7 hab/km2 en 2011.
Concernant le recensement de 2006, Lakeview abritait 36 habitants dans 16 de ses 31 logements. Avec une superficie de 0,329 8 km2, village d'été possédait une densité de population de 109,2 hab/km2 en 2006.
| 2001 | 2006 | 2011 | 2016 |
| ---- | ---- | ---- | ---- |
| 15   | 36   | 26   | 30   |